# Federico Almerares
Federico Almerares, né le  2 mai 1985, est un footballeur argentin.

## Carrière
Cet attaquant formé au club de Quilmes Mar del Plata (Argentine) a joué cinq saisons au Club Atlético River Plate à Buenos Aires (Argentine) avant de rejoindre le FC Bâle en août 2008 puis Neuchâtel Xamax en janvier 2011. Il quitte le club neuchâtelois en juillet de cette même année et rentre en Argentine, en signant pour le club de Belgrano.